# Rostvertol
Rostvertol (in russo Ростовский вертолётный производственный комплекс «Публичное акционерное общество „Роствертол“»?, Stabilimento per la produzione di elicotteri di Rostov «Società per azioni pubblica "Rostvertol"») è un impianto industriale per la produzione di elicotteri, appartenente al conglomerato Rostec, situato a Rostov sul Don, in Russia. Costruito nel 1939 e potenziato negli anni dall'Unione Sovietica, era originariamente denominato "Stabilimento N° 168" («Завод № 168»"); divenne uno dei maggiori produttori di elicotteri militari del complesso militare-industriale negli anni della guerra fredda.
Dopo la dissoluzione dell'Unione Sovietica la fabbrica è stata trasformata in società per azioni a proprietà pubblica e continua a produrre alcuni dei modelli più moderni di elicotteri delle Forze armate russe. A causa dell'inizio della guerra russo-ucraina la Rostvertol, in quanto costruttrice di armamenti impiegati nel conflitto dai russi, è stata inserita nella lista delle società sottoposte a sanzioni dalle potenze occidentali.

## Storia
La fabbrica originaria da cui sarebbe derivato lo stabilimento Rostvertol, venne fondata a Rostov il 1 luglio 1939 con la denominazione di "Stabilimento N° 168" («Завод № 168»"), ma iniziò a produrre materiale aeronautico solo nel 1944 costruendo gli aerei da addestramento Yakovlev UT-2 e Polikarpov Po-2, che ebbero impiego negli anni finali della seconda guerra mondiale. Nei restanti anni quaranta l'impianto produsse soprattutto aerei di legno con motori a pistoni, e, nel 1949, il suo primo prodotto costruito interamente in metallo, gli alianti da trasporto Yakovlev Yak-14. Nel 1954-55 venne prodotto per la prima volta nella fabbrica di Rostov un aereo a reazione, l'aereo d'attacco Ilyushin Il-40, ma fu a partire dal 1956 che, sotto la direzione di Dmitrij Mihajlovič Čumačenko, il direttore che avrebbe guidato l'impianto fino al 1980, la fabbrica passò a costruire per la prima volta gli elicotteri, fabbricando in quattro anni alcune centianaia di elicotteri leggeri multiruolo Mil Mi-1, progettati dall'ufficio tecnico-ingegneristico Mil di Mosca.

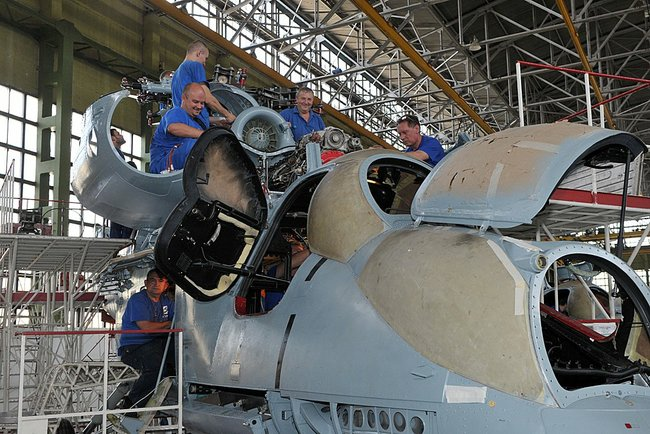
Operai della Rostvertol a lavoro su un elicottero Mil Mi-24.

In questo periodo iniziò la fase di massimo sviluppo dell'attività produttiva della fabbrica di Rostov che divenne uno dei centri principali dell'Unione Sovietica per la costruzioni di elicotteri, presenti in misura crescente nell'arsenale delle forze armate sovietiche impegnate nella continua corsa agli armamenti del periodo della Guerra fredda. Nel 1959, dalle catene di montaggio dello stabilimento iniziarono ad uscire i primi elicotteri pesanti Mil Mi-6, la cui produzione sarebbe continuata per oltre 20 anni; dal 1964 venne prodotto anche un altro modello di elicottero pesante, il Mil Mi-10, idoneo a trasportare carichi di grandi dimensioni fino a 15 tonnellate di peso. Nel 1974 da questo modello di gru volante venne derivata la versione allegerita Mil Mi-10K. Nel 1971 finalmente la Rostvertol diede inizio alla produzione del modello di elicottero sovietico più famoso e più temibile, il modello da attacco e trasporto Mil Mi-24, che sarebbe stato impiegato con successo in numerosi conflitti del XX secolo. Nel corso di circa 40 anni di produzione la fabbrica ha costruito oltre 3.500 Mi-24, di cui almeno 1.500 sono ancora in servizio nel mondo. Negli ultimi anni dell'Unione Sovietica lo stabilimento di Rostov continuò soprattutto a produrre, per le esigenze delle forze sovietiche e anche per l'esportazione, il Mi-24, inoltre vennero fabbricati anche i nuovi elicotteri da trasporto Mil Mi-26, entrati in produzione nel 1977.

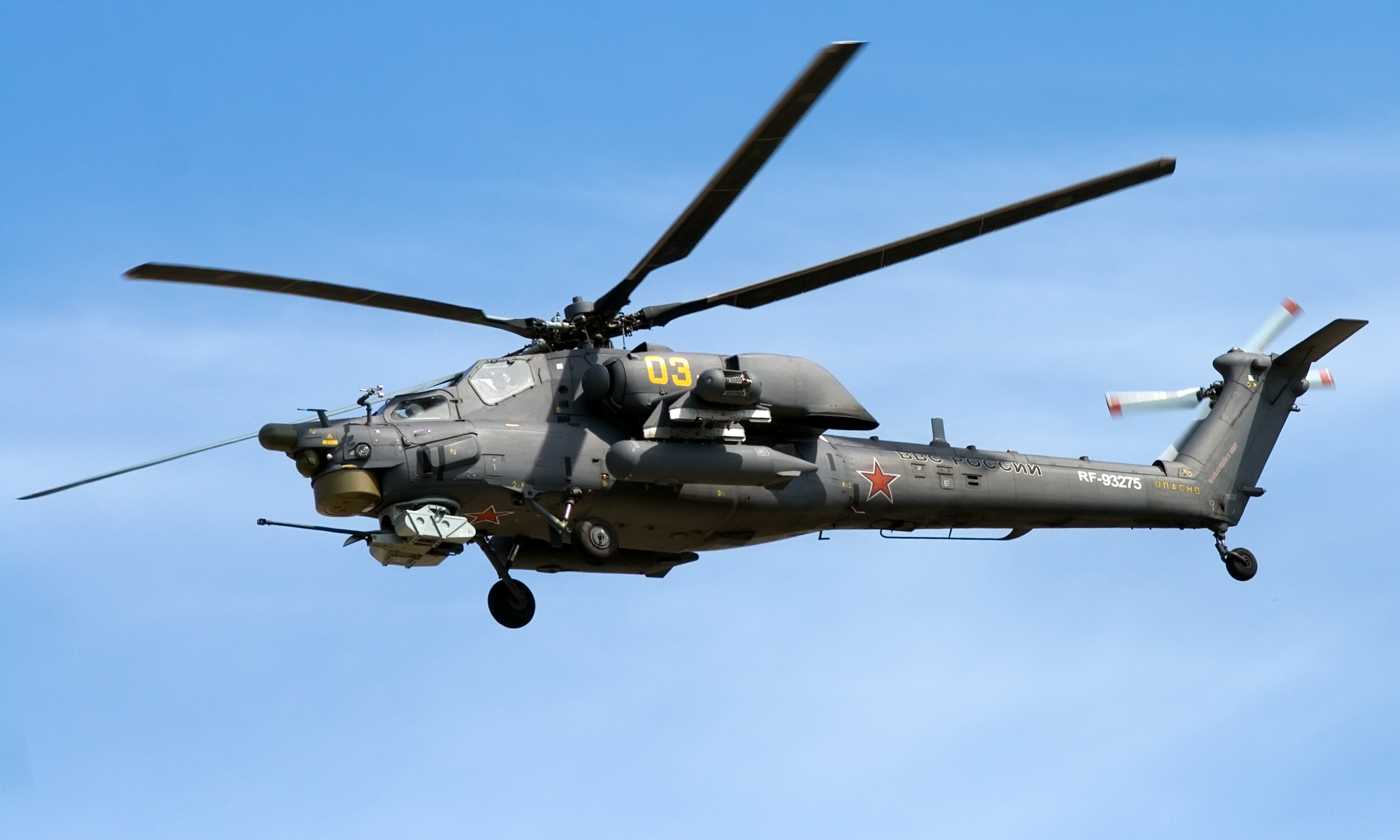
Un elicottero d'attacco Mil Mi-28 costruito dalla Rostvertol.

Dopo la dissoluzione dell'Unione Sovietica, la Rostvertol, come la maggior parte delle aziende del complesso militare-industriale, è stata trasformata in società per azioni e ha subito numerose riorganizzazioni amministrative e finanziarie; la direzione della fabbrica invece è rimasta fino al 2000 nelle mani di Michail Nagibin che aveva assunto l'incarico fin dal 1980. Nel 2015 lo stabilimento di Rostov è entrato a far parte, nel quadro del programma complessivo del governo della Federazione russa di razionalizzazione e concentrazione di aziende omogenee del settore della difesa, del conglomerato Russian Helicopters, in cui sono state raggruppate le principali società russe produttrici di elicotteri civili e militari. A sua volta questo conglomerato è entrato a far parte del gruppo di industrie di armamenti Rostec. I nuovi direttori generali, dopo il ritiro di Nagibin, sono stati Boris Sljusar dal 2000 al 2014 e quindi Petr Motrenko. Nonostante le difficoltà sorte con la fine dell'Unione Sovietica e l'esaurimento delle enormi richieste di armi delle forze armate sovietiche, Rostvertol ha continuato l'attività produttiva in quantità ridotte per alcuni paesi esteri e anche per l'esercito russo che ha cercato di modernizzare il suo arsenale. A Rostov sono in produzione i modelli aggiornati del Mi-24, denominato Mil Mi-35, del Mi-26, e del Mil Mi-2, e soprattutto viene costruito il nuovo elicottero d'attacco Mil Mi-28.
Con l'inizio, nel febbraio 2022, dell'invasione russa dell'Ucraina e la conseguente guerra su larga scala, la Rostvertol ha incrementato il suo ritmo produttivo per venire incontro alla accresciute richieste delle forze armate russe, impegnate in un conflitto difficile e dall'esito incerto. La partecipazione attiva dello stabilimento di Rostov all'armamento e al rafforzamento dell'esercito russo impegnato in guerra, tuttavia ha comportato l'inclusione della Rostvertol, nel giugno 2022 nell'elenco delle società russe sottoposte a sanzioni dagli Stati Uniti. Nel febbraio 2023 la società è stata sanzionata anche dell'Unione Europea in quanto produttrice degli elicotteri Mi-35, Mi-26 e Mi-28 "impiegati dalla forze armate russe nella guerra aggressiva contro l'Ucraina"; anche Giappone, Svizzera e Nuova Zelanda hanno inserito la Rostvertol nei loro elenchi di aziende russe sottoposte a sanzioni.